# أرشيبالد إس. دوبنز
أرشيبالد إس. دوبنز (بالإنجليزية: Archibald S. Dobbins) هو ضابط أمريكي، ولد في 1836 في ماونت بليزانت في الولايات المتحدة، وتوفي في 1869 في البرازيل.